# Everything Now (série télévisée)
Pour l'album de rock, voir Everything Now.
Everything Now est une série télévisée britannique créée par Ripley Parker (en), développée par Left Bank Pictures (en), sortie le 5 octobre 2023 sur Netflix.

## Distribution
- Sophie Wilde (VF : Amélia Ewu) : Mia
- Lauryn Ajufo (en) (VF : Melissa Berard) : Becca
- Jessie Mae Alonzo (en) (VF : Camille Donda) : Carli
- Harry Cadby (VF : Jean-Stan Du Pac) : Cameron
- Noah Thomas (VF : Simon Koukissa-Barney) : Will
- Robert Akodoto (VF : Martin Faliu) : Theo
- Vivienne Acheampong (VF : Virginie Emane) : Viv, la mère de Mia
- Alex Hassell (VF : Nessym Guetat) : Rick, le père de Mia
- Sam Reuben (VF : Oscar Douieb) : Alex, le frère de Mia
- Niamh McCormack (en) : Alison
- Stephen Fry (VF : Gabriel Le Doze) : Dr. Nell
- Kiran Krishnakumar (VF : Luca Garzo) : Jonah
- Sephora Parish : Issy Huckin